# Théâtre d'État de Melbourne
Le théâtre d'État de Melbourne (en anglais State Theatre) est l'opéra de Melbourne, situé 100 St Kilda Road, ouvert en octobre 1984.
Le premier théâtre appelé State Theatre est construit en 1929 pour 3 371 places, Flinders Street. Il a été conçu comme un auditorium atmosphérique. L'autre nouveauté était l'orgue Wurlitzer à double console, le premier à être construit « à l'ouest de Chicago » et depuis replacé au Moorabbin Town Hall. Ce State Theatre est rebaptisé Forum Theatre en 1963.
L'actuel State Theatre est inauguré en 1984 comme un élément de The Arts Centre, situé près du fleuve Yarra. Le State Theatre est le siège du ballet, de l'opéra — mais pas des pièces de théâtre. Il est souterrain. La scène est une des plus larges au monde.